# Michael Gamper (Literaturwissenschaftler)

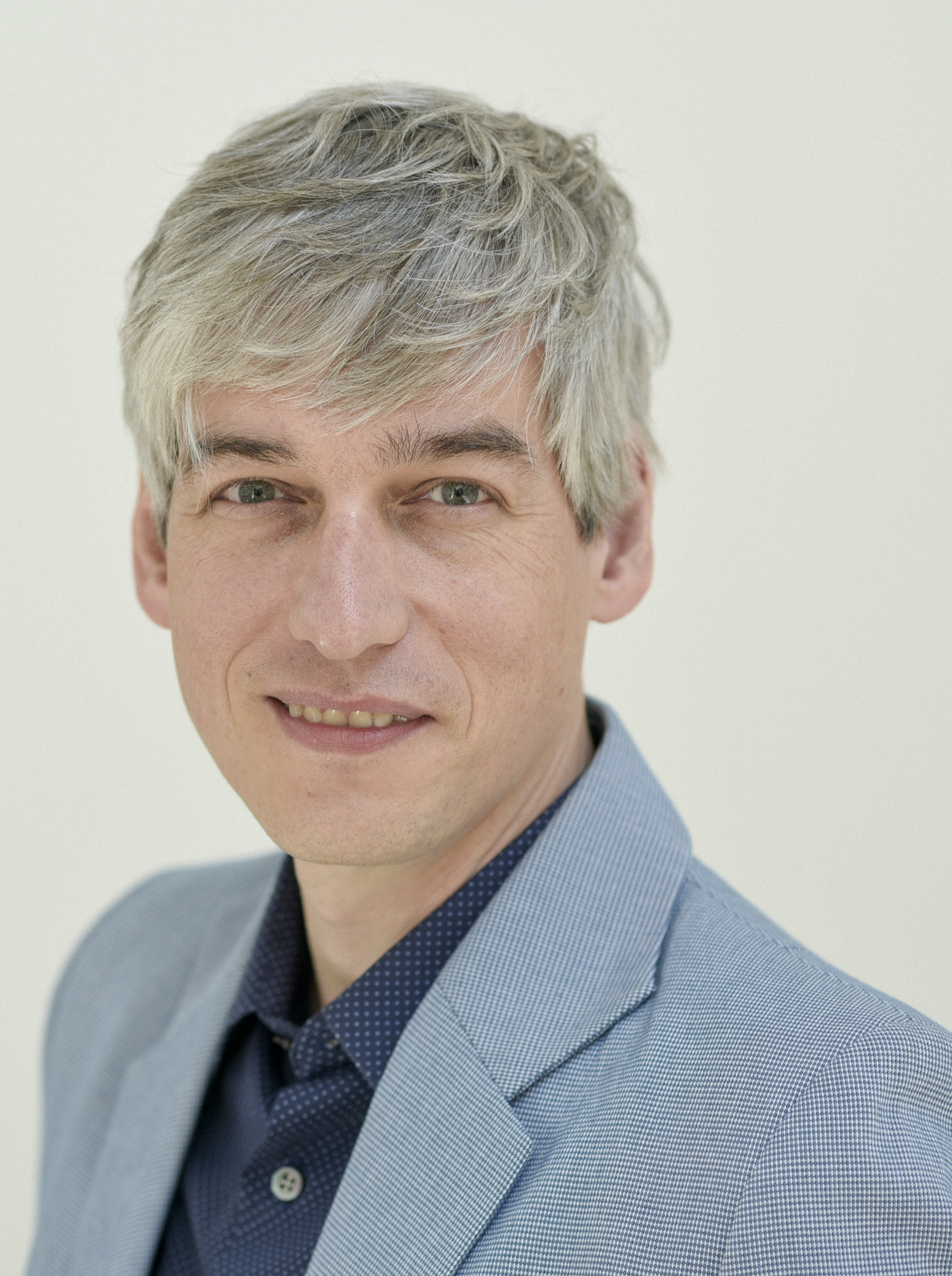
Michael Gamper (2016)

Michael Gamper (* 1967 in Männedorf) ist ein Schweizer Literatur- und Kulturwissenschaftler.

## Leben
Gamper studierte von 1987 bis 1993 Germanistik, Allgemeine Geschichte und Europäische Volksliteratur in Zürich und Wien. Anschließend war er von 1993 bis 1997 wissenschaftlicher Assistent für Neuere deutsche Literatur am Deutschen Seminar der Universität Zürich und von 1998 bis 2002 ebendort Oberassistent. 1996 promovierte er bei Ulrich Stadler über die Gartenliteratur im 18. Jahrhundert. Von 2002 bis 2006 war er Stipendiat des Schweizerischen Nationalfonds und der Alexander-von-Humboldt-Stiftung. Er habilitierte sich 2005 an der Universität Zürich. Von 2006 bis 2011 war er SNF-Förderprofessor für Literaturwissenschaft an der ETH Zürich. Er leitete dort ein Projekt zum Thema „Experiment und Literatur“, aus dem eine Reihe von Publikationen hervorgingen. 2011 wurde er auf eine Professur für Deutsche Literatur mit einem Schwerpunkt auf Kultur- und Wissensgeschichte an der Universität Hannover berufen. Seit 2016 ist er Professor für Allgemeine und Vergleichende Literaturwissenschaft an der FU Berlin. Er folgte dort auf Winfried Menninghaus. Er hatte Gastprofessuren in Princeton und an der Columbia University in New York. Von 2013 bis 2020 leitete er gemeinsam mit Reinhard Wegner ein DFG-Schwerpunktsprogramm zu Ästhetischen Eigenzeiten.
Seine Forschungsschwerpunkte sind Kulturgeschichte des Wissens, die Beziehungen zwischen Literatur, Naturwissenschaften und Technik, die Untersuchung des gesellschaftlichen Imaginären (Masse, Sport, Figur des großen Mannes).
Von 1992 bis 2006 schrieb Gamper als redaktioneller Mitarbeiter Artikel für die Neue Zürcher Zeitung.

## Schriften (Auswahl)
Monographien
- „Die Natur ist republikanisch“. Zu den ästhetischen, anthropologischen und politischen Konzepten der deutschen Gartenliteratur im 18. Jahrhundert. Königshausen & Neumann, Würzburg 1998.
- Die Schweiz in Form. Sport und Nation in einem kleinen Land. Hanser, München 2005, ISBN 3-312-00366-0.
- Masse lesen, Masse schreiben. Eine Diskurs- und Imaginationsgeschichte der Menschenmenge 1765–1930. Fink, Paderborn 2007, ISBN 978-3-7705-4436-3.
- Elektropoetologie. Fiktionen der Elektrizität 1740–1870. Wallstein, Göttingen 2009, ISBN 978-3-8353-0553-3.
- Der große Mann. Geschichte eines politischen Phantasmas. Wallstein, Göttingen 2016, ISBN 978-3-8353-1796-3.

Herausgeberschaft
- mit Corina Caduff: Schreiben gegen die Moderne. Beiträge zu einer kritischen Fachgeschichte der Germanistik in der Schweiz, Chronos, Zürich 2001.
- mit Peter Schnyder: Kollektive Gespenster. Die Masse, der Zeitgeist und andere unfaßbare Körper, Rombach, Freiburg i. Br. 2006.
- Experiment und Literatur. Themen, Methoden, Theorien, Wallstein, Göttingen 2010.
- mit Michael Bies: Literatur und Nicht-Wissen. Historische Konstellationen 1730–1930, diaphanes, Zürich, Berlin 2012.
- mit Michael Bies und Ingrid Kleeberg: Gattungs-Wissen. Wissenspoetologie und literarische Form, Wallstein, Göttingen 2013.
- mit Helmut Hühn: Zeit der Darstellung. Ästhetische Eigenzeiten in Kunst, Literatur und Wissenschaften, Wehrhahn, Hannover 2014.
- mit Svetlana Efimova: Prosa. Geschichte, Poetik, Theorie, De Gruyter,  Berlin, New York 2021.
- mit Urs Büttner: Verfahren literarischer Wetterdarstellung. Meteopoetik – literarische Meteorologie – Meteopoetologie, De Gruyter, Berlin, New York 2021.